# Municipio de Montezuma (Carolina del Norte)
Montezuma Township es una subdivisión territorial del condado de Avery, Carolina del Norte, Estados Unidos. Según el censo de 2020, tiene una población de 601 habitantes.
Es una subdivisión exclusivamente geográfica, por cuanto el estado de Carolina del Norte no utiliza la herramienta de los townships como municipios.

## Geografía
La subdivisión está ubicada en las coordenadas 36°05′24″N 81°53′52″O / 36.09000, -81.89778 (36.090033, -81.897913).